# Hortensia von Moos
Hortensia von Moos, född 1659, död 1715, var en schweizisk författare. 
Hon är främst känd för sina protofeministiska skrifter om kvinnans ställning. 